# Okazaki
Okazaki (Japans: 岡崎市, Okazaki-shi) is een stad in de Japanse prefectuur Aichi. Bij de volkstelling van 2020 had Okazaki 384.654 inwoners op een oppervlakte van 387,2 km². De stad ligt ten zuidoosten van de stad Nagoya en is onderdeel van de metropool Chukyo.

## Geschiedenis
Okazaki was in de Edoperiode een belangrijke burchtstad én een halteplaats aan de Tokaido. In de burcht van Okazaki is Tokugawa Ieyasu, de grondlegger van het Tokugawa-shogunaat geboren.
Okazaki werd op 1 juli 1916 een stad (shi).
Op 1 september 1928 werden vier dorpen aan Okazaki toegevoegd.
Op 1 februari 1955 werden de gemeentes Iwazu (岩津町, Iwazu-chō) en Fukuoka (福岡町, Fukuoka—chō) en 6 dorpen aan Okazaki toegevoegd. Op 1 april van dat jaar volgde de gemeente Yahagi (矢作町, Yahagi-chō).
Op 1 januari 1960 zijn delen van het voormalige Yahagi naar Anjo overgegaan na vaststelling van nieuwe gemeentelijke grenzen.
Op 15 oktober 1962 werd Mutsumi (六ツ美町, Mutsumi-chō) bij Okazaki aangehecht.
Op 1 april 2003 werd Okazaki een kernstad.
Op 1 januari 2006 ging Nukata (額田町, Nukata-chō) op in Okazaki.

## Economie
De dienstensector (in het bijzonder de financiële sector) en onderwijs (lokale universiteiten en instituten) zijn de belangrijkste takken voor de economie van de stad. In Okazaki is onder meer het Institute for Molecular Science (IMS) gevestigd, met onder andere de elektronenopslagring UVSOR II.
Het noorden, westen en zuiden van Okazaki is een dicht bebouwd woon- en industriegebied. De oorspronkelijke industrietakken zoals de textiel-, kunstvezel- en voedingsmiddelenindustrie worden verdrongen door de auto-industrie en de machinebouw. Er staan o.a. fabrieken van Mitsubishi Motors en Makita. Een traditioneel product van Okazaki is de vuurpijl.
In het noordoosten en oosten liggen heuvels en voorgebergte met bossen waar bosbouw wordt bedreven.
Okazaki heeft door alle economische bedrijvigheid een lager dan gemiddelde werkloosheid.

## Verkeer
Okazaki ligt aan de Tokaido-hoofdlijn van de Central Japan Railway Company, de Nagoya-hoofdlijn van de Nagoya Nagoya Spoorwegmaatschappij (Meitetsu) en aan de Aichi-ringlijn van de Aichi Ringlijn Maatschappij.
Okazaki ligt aan de Tokio-Nagoya-autosnelweg en aan de nationale autowegen 1, 248, 301 en 473. Okazaki ligt ook aan de prefecturale wegen 26, 35, 37, 39, 43,44, 47, 48, 56, 78, 239, 290, 293, 324, 325, 326, 327, 328, 329, 331, 332, 333, 334, 335, 336, 338, 339, 340, 377, 382, 477, 478, 479, 480 en 483.

## Bezienswaardigheden

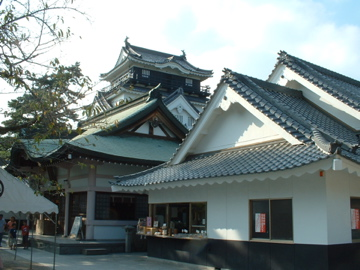
Burcht van Okazaki

- Okazaki kent een hoge dichtheid aan tempels, zoals de Hozoji en Daijuji, en schrijnen zoals Rokusho jinja and Iga Hachimangu. De meeste daarvan hangen samen met de Tokugawa-familie en stammen uit de Edoperiode (1603-1867).
- De burcht van Okazaki (岡崎城, Okazaki-jō), oorspronkelijk gebouwd door krijgsheer Saigo Tsugiyori in 1452, met op het terrein een No-theater en het Ieyasu-museum.
- Hatcho Miso, een rij historische panden waar al 500 jaar miso (gefermenteerde sojabonen) wordt gemaakt.
- Kaore kloof
- Vuurfeest in februari voor het verdrijven van de Oni bij de Takisan-Tempel (滝山寺鬼祭り, Takisan-ji oni matsuri)
- Slotpark Okazaki (岡崎公園, Okazaki-kōen), vooral populair in het bloesemseizoen van de sakura
- Ieyasu-feest (家康祭り, Ieyasu matsuri) ter ere van Tokugawa Ieyasu op de eerste zondag van april
- Okazaki-zomerfeest (岡崎観光夏祭り, Okazaki kankō natsu matsuri), een driedaags feest met tienduizenden bezoekers in het eerste weekeinde van augustus met een groot vuurwerk (岡崎花火大会, Okazaki hanabi taikai) met tot 30.000 vuurpijlen aan de oever van de Otogawa.

## Partnersteden
Okazaki heeft een stedenband met
- Uddevalla, Zweden, sinds september 1968
- Newport Beach, Verenigde Staten, sinds november 1984
- Hohhot, Volksrepubliek China, sinds augustus 1987

## Aangrenzende steden
- Anjo
- Gamagori
- Nishio
- Shinshiro
- Toyokawa
- Toyota

## Geboren in Okazaki
- Hosokawa Yoriyuki (細川頼之, Hosokawa Yoriyuki), samurai
- Matsudaira Hirotada (松平 広忠, Matsudaira Hirotada), daimyo en vader van Tokugawa Ieyasu
- Sakai Tadatsugu (酒井忠次, Sakai Tadatsugu), een van de vier 'hemelse generaals' van Tokugawa Ieyasu
- Okubo Tadayo (大久保忠世, Ōkubo Tadayo), daimyo
- Torii Mototada (鳥居元忠, Torii Mototada), samurai
- Tokugawa Ieyasu (徳川家康 , Tokugawa Ieyasu), shogun en grondlegger van het Tokugawa-shogunaat
- Honda Tadakatsu (本多忠勝, Honda Tadakatsu), een van de vier 'hemelse generaals' van Tokugawa Ieyasu
- Aoyama Tadanari (青山忠成, Aoyama Tadanari), generaal van Tokugawa Ieyasu
- Okubo Tadachika (大久保忠隣, Ōkubo Tadachika), daimyo en samurai generaal
- Okubo Tadataka (大久保忠教, Ōkubo Tadataka), veldheer en schrijver van de Mikawa Monogatari (三河物語)
- Nagai Naoyuki (永井尚志, Nagai Naoyuki), samurai
- Kotaro Honda (本多 光太郎, Honda Kōtarō), natuurkundige en uitvinder
- Moto Kimura (木村資生, Kimura Motō), bioloog
- Seiken Sugiura (杉浦 正健, Sugiura Seiken), politicus, minister van justitie
- Satoru Nakajima (中嶋 悟, Nakajima Satoru), autocoureur
- Yumi Hotta (堀田 由美, Hotta Yumi), mangaka bekend van Hikaru no go
- Masamitsu Naito (内藤 正光, Naito Masamitsu), politicus
- Takahiro Sakurai (櫻井 孝宏, Sakurai Takahiro), stemacteur
- Kotomitsuki Keiji (琴光喜 啓司, Kotomitsuki Keiji), sumoworstelaar
- Yumiko Tsuzuki (都築有美子, Tsuzuki Yumiko), volleybalspeler
- Kazuki Nakajima (中嶋一貴, Nakajima Kazuki), autocoureur, zoon van Satoru Nakajima
- Ryo Miyaichi (Miyaichi Ryo), voetballer van Feyenoord